# Jan Kubíček
Jan Kubíček es un deportista checo que compitió en triatlón. Ganó dos medallas de bronce en el Campeonato Europeo de Triatlón Campo a Través en los años 2013 y 2017.

## Palmarés internacional
| Campeonato Europeo | Campeonato Europeo    | Campeonato Europeo | Campeonato Europeo |
| Año                | Lugar                 | Medalla            | Prueba             |
| ------------------ | --------------------- | ------------------ | ------------------ |
| 2013               | Strobl (Austria)      | Medalla de bronce  | Individual         |
| 2017               | Târgu Mureș (Rumania) | Medalla de bronce  | Individual         |